# MOON (斉藤由貴のアルバム)
『MOON』（ムーン）は、斉藤由貴通算9枚目のスタジオ・アルバム。1990年7月11日発売。発売元はポニーキャニオン。

## 概要
前作『âge』（アージュ、1989.4.21）に続き、シングル曲未収録で発売されたアルバム。初回生産盤は5面折り特製ジャケット仕様で、パッケージ内も特殊加工となっている。
青いジャケットには本人のポートレートは使用されていないが、CD帯に本人の顔写真が掲載されている。歌詞ブックレットがパッケージ本体に付着している。作詞は全曲、斉藤自身が担当しており（訳詞含む）、楽曲中では斉藤のナレーションによる語りも収録されている。10曲目の「ENDING ～Hello Dolly～」では木原実もナレーションに加わっている。
1990年12月21日には、映像集『MOONY MOON 夢幻月旅行』がVHSとLDで発売されている。2003年9月18日に発売されたCD-BOX『斉藤由貴 CD-BOX 2』にはリマスタリング音源で収められたが、こちらはボックス・セットで限定生産のため現在は入手困難となっている。
他の斉藤のアルバムの例に漏れず、本作も制作に数多くのアーティストが携わっている。歌詞カードの ″Special Thanks″ のところにMiss TAKAKO OKAMURAとあり、本作に岡村孝子が参加している。

## 収録曲

### CD
| 全作詞: 斉藤由貴（特記以外）。 |                                                                   |                      |              |            |      |
| #                              | タイトル                                                          | 作詞                 | 作曲         | 編曲       | 時間 |
| 1.                             | 「永遠 (OPENING)」                                                | 斉藤由貴（特記以外） | 山口美央子   | 板倉文     | 4:19 |
| 2.                             | 「大正イカレポンチ娘」                                            | 斉藤由貴（特記以外） | 崎谷健次郎   | 崎谷健次郎 | 5:17 |
| 3.                             | 「少女が春の縁側で」                                              | 斉藤由貴（特記以外） | 板倉文       | 板倉文     | 3:58 |
| 4.                             | 「回転木馬」                                                      | 斉藤由貴（特記以外） | 山口美央子   | 板倉文     | 5:35 |
| 5.                             | 「プラハリアン ～子供部屋の地球～」                               | 斉藤由貴（特記以外） | 中野多佳子   | 板倉文     | 4:13 |
| 6.                             | 「迷宮」                                                          | 斉藤由貴（特記以外） | いしいめぐみ | 板倉文     | 5:19 |
| 7.                             | 「予言」                                                          | 斉藤由貴（特記以外） | 渡辺格       | 渡辺格     | 4:56 |
| 8.                             | 「Walkin' through your life」                                     | 斉藤由貴（特記以外） | 亀井登志夫   | 川島裕二   | 4:08 |
| 9.                             | 「MA HI RU (瞬間)」                                               | 斉藤由貴（特記以外） | 崎谷健次郎   | 崎谷健次郎 | 3:13 |
| 10.                            | 「ENDING ～Hello Dolly～」(作詞:Jerry Herman / 日本語詞:斉藤由貴) | 斉藤由貴（特記以外） | Jerry Herman | 板倉文     | 4:11 |
| 11.                            | 「岡本さんの毎朝」(Instrumental)                                  | 斉藤由貴（特記以外） | 岡本朗       | 岡本朗     | 4:21 |
| 合計時間:                      | 合計時間:                                                         | 合計時間:            | 合計時間:    | 49:35      |      |

## 関連作品
- YUKI's BEST　　M-4・6